# Marine Date
Marine Date (マリンデート?, Marin Dēto) è un videogioco arcade sviluppato e pubblicato dalla Taito nel 1981. Il titolo fa uso di una trackball invece dell'attuale joystick e parodizza giochi sia reali che virtuali.
È stato emulato per la prima volta nel 2022 sul Taito Egret II Mini, un cabinato miniaturizzato dedicato al retrogaming contenente circa settanta preinstallati classici della compagnia.

## Modalità di gioco
In Marine Date, un polipo è intento ad attraversare dei livelli sottomarini che, strutturalmente, ricordano sia dei campi da minigolf che dei labirinti. Scopo per il giocatore far sì che l'animale in questione raggiunga e incontra la sua innamorata, una polipessa, posta nell'angolo in basso a destra dello schermo.
Il giocatore controlla il polipo per mezzo della trackball, tramite la quale regola i suoi movimenti (all'interno di un quadrato) e, in base alla velocità con cui fa muovere la sfera, lo lancia nella direzione che vuole impostare. Tale mollusco sarà in grado di rimbalzare sui muri o sugli angoli come una comune palla, e mentre viene lanciato, raccogliere delle palline rosse che sono sparse per il livello. Di tanto in tanto viene fatto sospingere nella parte superiore dello schema di livello quando collide con delle bolle che fuoriescono dal fondale.
Nel corso dei livelli potrebbe apparire una sirena, la quale, nel caso il polipo la toccasse, regala al giocatore un punteggio maggiore e al tempo stesso trasporta il polipo medesimo dalla amata polipessa, consentendo sempre al giocatore di passare direttamente al successivo livello. Ma ad entrare in scena sono variegati animali acquatici che fungono da ostacoli, uno su tutti lo squalo, che tenterà di attaccare il polipo per togliere una vita al giocatore. Quest'ultimo può fargli sputare inchiostro (premendo il pulsante apposito) in modo da mettere fuori gioco la feroce bestia.
Ad ogni livello è assegnato un numero di tiri previsto. In base a questo si stabilisce quanti colpi il giocatore dovrebbe impiegare per arrivare all'obiettivo e ricevere il variabile bonus (esso decresce di 200 punti ad ogni lancio compiuto). Se non si possono più effettuare mosse, una vita viene persa. La partita finisce quando tutte le vite a disposizione sono esaurite.